# Abdij van Ettal
De Abdij van Ettal is een abdij van benedictijnen in de Beierse gemeente Ettal.

## Geschiedenis van de abdij
Het klooster werd in 1330 gesticht door keizer Lodewijk IV die ook Lodewijk de Beier werd genoemd. De kerk werd de thuishaven voor een Mariabeeld dat de keizer uit Pisa had meegebracht. In het begin van de 18e eeuw verbouwde men de kerk en de kloostergebouwen. Voor kinderen uit adellijke families richtte men een ridderschool in.
Een brand in 1740 verwoestte een groot deel van de abdij die vanaf 1745 opnieuw werd opgebouwd. In 1803 kwam een einde aan alle religieuze activiteit. Met steun van confraters uit de abdij van Scheyern en privéhulp konden de benedictijnen hun activiteiten hervatten vanaf 1900. De abdij van Ettal maakt sindsdien ook deel uit van de Beierse Congregatie van benedictijnenabdijen.
Vanaf 1905 wordt hier middelbaar onderwijs gegeven aan een 450-tal leerlingen (gegevens 2008) waarvan een deel in een internaat verblijft.

## Activiteiten
Een vijftigtal benedictijnen voorzien in hun onderhoud en dat van de gebouwen en hun religieuze en pedagogische activiteiten via land- en bosbouw, een kloosterwinkel, een brouwerij, een uitgeverij en een hotel.
In 1993 stichtten de monniken het klooster van Wechselburg. Ze speelde een rol in het proces van de hereniging van de beide Duitslanden.

## Afbeeldingen

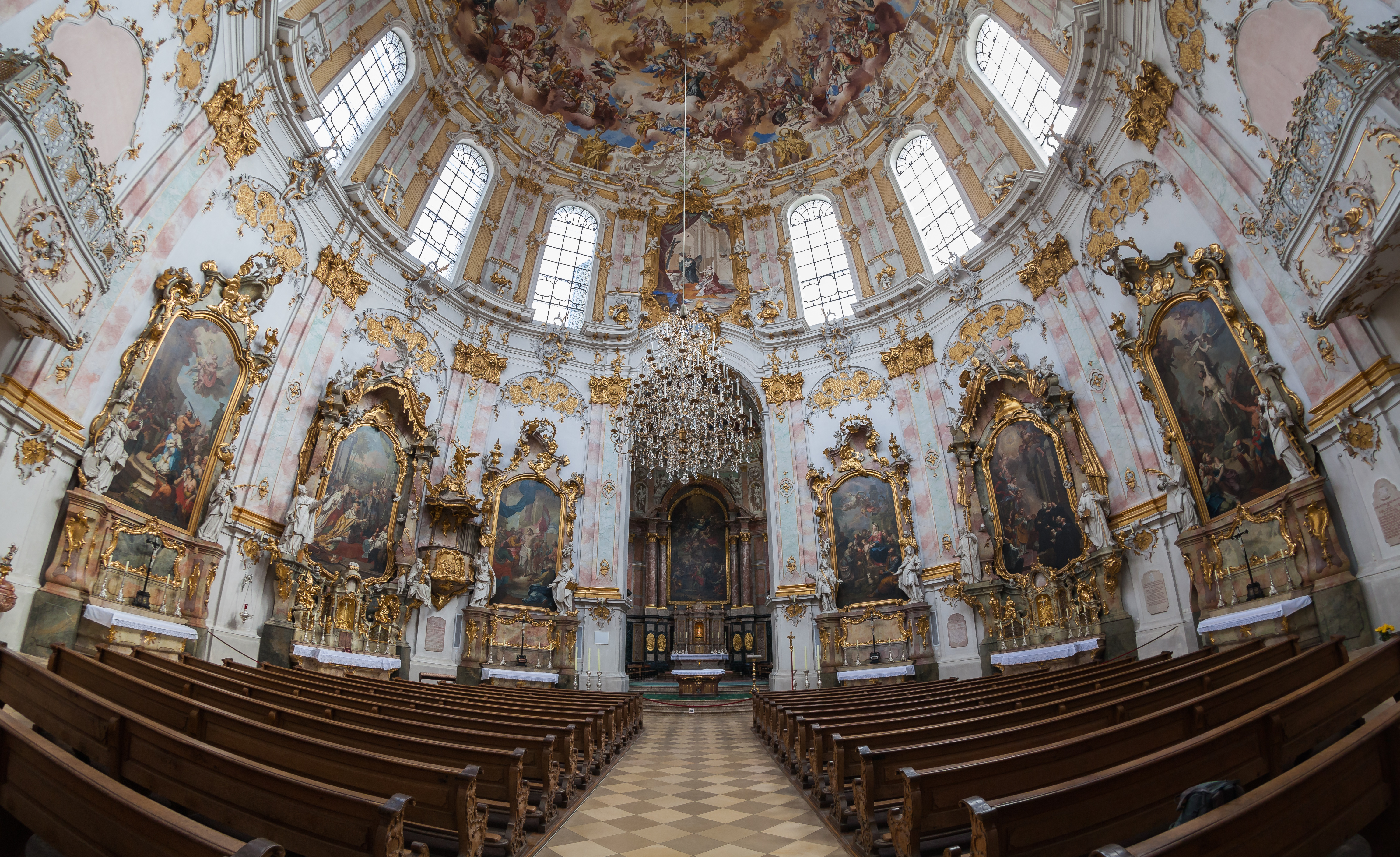
Het interieur van de kerk
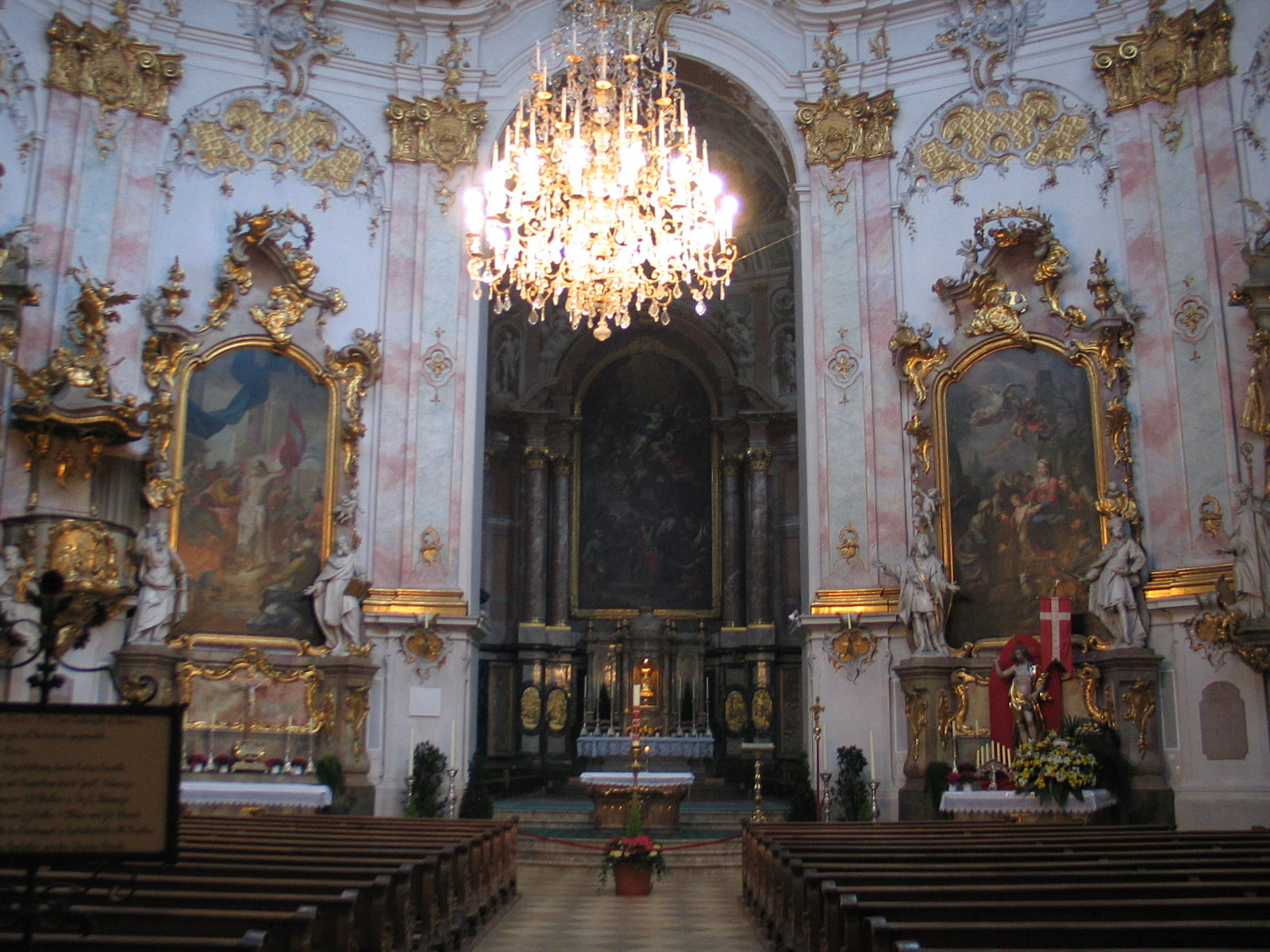
In de kerk
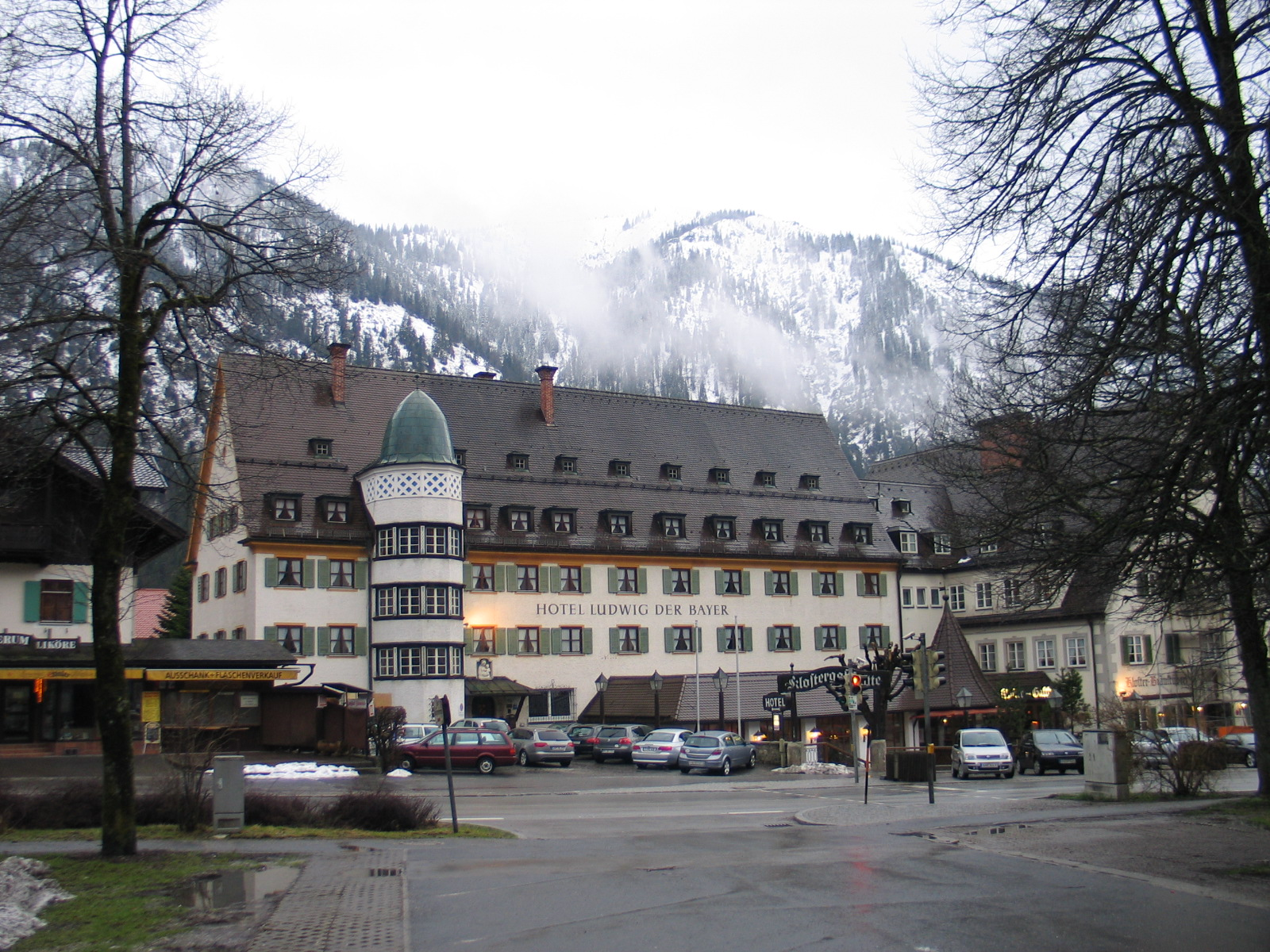
Het hotel dat bij de abdij hoort
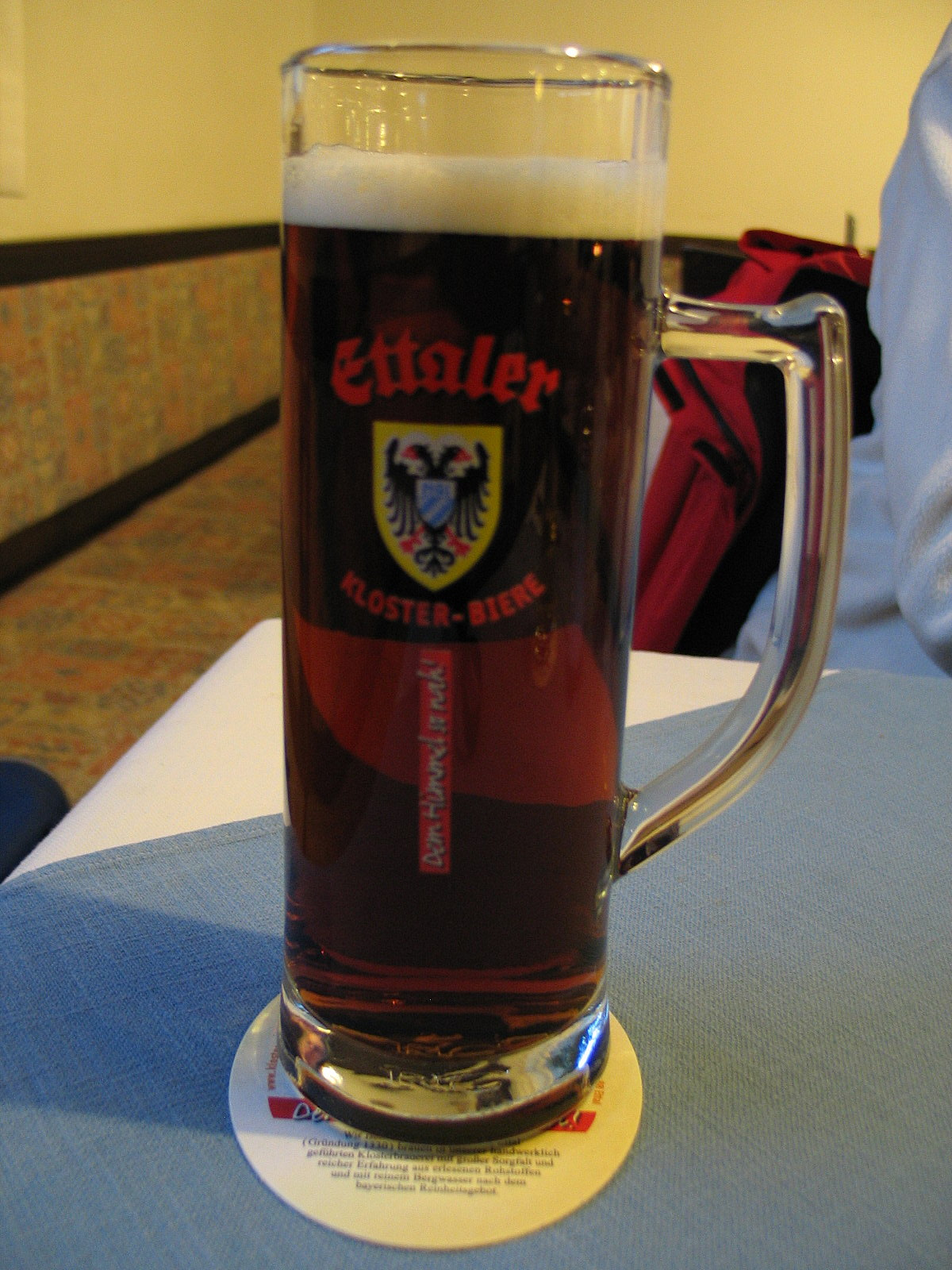
Bier uit de abdij dat u dichter bij de hemel brengt (zie glas)